# クリエイタードラゴン
『クリエイタードラゴン』は、日本テレビで2023年から不定期の23:59 - 0:54に放送されるバラエティ番組・特別番組である。

## 出演者
MC
- 山里亮太（南海キャンディーズ）

2023年ゲスト
- 森田哲矢（さらば青春の光）

2024年ゲスト
- 佐久間宣行、指原莉乃、向井慧（パンサー）

## 2023年

### 出演者
- 長田庄平（チョコレートプラネット）
- 武田真一
- 黒田みゆ（日本テレビアナウンサー）

ゲスト
- 松尾駿（チョコレートプラネット）
- 朝日奈央
- 高橋真麻
- 鬼越トマホーク
- 加藤史帆（日向坂46）

- 秋山竜次（ロバート）

#### 第1回
- 髙橋海人（King & Prince）
- SOTA（BE：FIRST）
- ダンサーKAITA
- ダンサーMiyu

#### 第2回
- 菊池風磨（timelesz）
- 小芝風花
- 荒井敦史

### 出演者
MC
- あの

出演者
- ともしげ（モグライダー）
- 川北茂澄（真空ジェシカ）
- 野澤輸出（ダイヤモンド）
- 加納（Aマッソ）
- 仁木恭平（ケビンス）
- 谷拓哉（パンプキンポテトフライ）
- 和田まんじゅう（ネルソンズ）
- 永野

MC
- 向井慧（パンサー）
- サーヤ（ラランド）

ゲスト
- 菊地亜美
- 北山宏光

ドラマ出演
- 市川知宏
- 鎌田あゆ
- 木村慧人（FANTASTICS）
- 工藤美桜
- 豊田ルナ
- 横山由依

MC
- 粗品（霜降り明星）

ゲスト
- 小籔千豊
- 平本蓮
- カゲヤマ

## 2024年

### 真夜中の社内恋愛

#### 概要
第2弾・第3弾がFriday's EDGE枠で2025年4月19日・26日に放送された。

### 出演者
- 末澤誠也（Aぇ! group）
- 金澤美穂

顔神
- 堂前透（ロングコートダディ）

挑戦者
- 新山（さや香）

- アルコ&ピース
- 髙塚大夢（INI）
- なえなの
- ぱーてぃーちゃん
- 日本一おもしろい大崎（ちゃんぴおんず）
- 宮田庸平（ダンシングヒーロー）
- スーパー3助（にゃんこスター）
- 怪奇!YesどんぐりRPG

- 長谷川忍（シソンヌ）
- ヒコロヒー

## ネット局

### 2023年
| 放送対象地域   | 放送局                    | 系列                                         | 放送日時                                                     | ネット状況                         |
| -------------- | ------------------------- | -------------------------------------------- | ------------------------------------------------------------ | ---------------------------------- |
| 関東広域圏     | 日本テレビ（NTV）         | 日本テレビ系列                               | 2023年12月25日・26日・27日 23:59 - 翌0:54                    | 制作局                             |
| 北海道         | 札幌テレビ（STV）         | 日本テレビ系列                               | 2023年12月25日・26日・27日 23:59 - 翌0:54                    | 同時ネット                         |
| 青森県         | 青森放送（RAB）           | 日本テレビ系列                               | 2023年12月25日・26日・27日 23:59 - 翌0:54                    | 同時ネット                         |
| 岩手県         | テレビ岩手（TVI）         | 日本テレビ系列                               | 2023年12月25日・26日・27日 23:59 - 翌0:54                    | 同時ネット                         |
| 宮城県         | ミヤギテレビ（MMT）       | 日本テレビ系列                               | 2023年12月25日・26日・27日 23:59 - 翌0:54                    | 同時ネット                         |
| 福島県         | 福島中央テレビ（FCT）     | 日本テレビ系列                               | 2023年12月25日・26日・27日 23:59 - 翌0:54                    | 同時ネット                         |
| 山梨県         | 山梨放送（YBS）           | 日本テレビ系列                               | 2023年12月25日・26日・27日 23:59 - 翌0:54                    | 同時ネット                         |
| 新潟県         | テレビ新潟（TeNY）        | 日本テレビ系列                               | 2023年12月25日・26日・27日 23:59 - 翌0:54                    | 同時ネット                         |
| 長野県         | テレビ信州（TSB）         | 日本テレビ系列                               | 2023年12月25日・26日・27日 23:59 - 翌0:54                    | 同時ネット                         |
| 静岡県         | 静岡第一テレビ（SDT）     | 日本テレビ系列                               | 2023年12月25日・26日・27日 23:59 - 翌0:54                    | 同時ネット                         |
| 富山県         | 北日本放送（KNB）         | 日本テレビ系列                               | 2023年12月25日・26日・27日 23:59 - 翌0:54                    | 同時ネット                         |
| 石川県         | テレビ金沢（KTK）         | 日本テレビ系列                               | 2023年12月25日・26日・27日 23:59 - 翌0:54                    | 同時ネット                         |
| 近畿広域圏     | 読売テレビ（ytv）         | 日本テレビ系列                               | 2023年12月25日・26日・27日 23:59 - 翌0:54                    | 同時ネット                         |
| 鳥取県・島根県 | 日本海テレビ（NKT）       | 日本テレビ系列                               | 2023年12月25日・26日・27日 23:59 - 翌0:54                    | 同時ネット                         |
| 広島県         | 広島テレビ（HTV）         | 日本テレビ系列                               | 2023年12月25日・26日・27日 23:59 - 翌0:54                    | 同時ネット                         |
| 山口県         | 山口放送（KRY）           | 日本テレビ系列                               | 2023年12月25日・26日・27日 23:59 - 翌0:54                    | 同時ネット                         |
| 徳島県         | 四国放送（JRT）           | 日本テレビ系列                               | 2023年12月25日・26日・27日 23:59 - 翌0:54                    | 同時ネット                         |
| 香川県・岡山県 | 西日本放送（RNC）         | 日本テレビ系列                               | 2023年12月25日・26日・27日 23:59 - 翌0:54                    | 同時ネット                         |
| 長崎県         | 長崎国際テレビ（NIB）     | 日本テレビ系列                               | 2023年12月25日・26日・27日 23:59 - 翌0:54                    | 同時ネット                         |
| 熊本県         | くまもと県民テレビ（KKT） | 日本テレビ系列                               | 2023年12月25日・26日・27日 23:59 - 翌0:54                    | 同時ネット                         |
| 鹿児島県       | 鹿児島読売テレビ（KYT）   | 日本テレビ系列                               | 2023年12月25日・26日・27日 23:59 - 翌0:54                    | 同時ネット                         |
| 中京広域圏     | 中京テレビ（CTV）         | 日本テレビ系列                               | 2023年12月25日・26日 23:59 - 翌0:54 2024年1月9日 1:37 - 2:37 | 1夜と2夜は同時ネット 3夜は13日遅れ |
| 宮崎県         | テレビ宮崎（UMK）         | フジテレビ系列 日本テレビ系列 テレビ朝日系列 | 2023年12月25日・26日 23:59 - 翌0:54 28日 0:02 - 0:57         | 1夜と2夜は同時ネット 3夜は3分遅れ  |

- 全編ローカルセールス枠のため、上記に掲載の日本テレビ系列局のみで放送となっていた。

### 2024年
| 放送対象地域   | 放送局                    | 系列                                         | 放送日時                            | ネット状況 |
| -------------- | ------------------------- | -------------------------------------------- | ----------------------------------- | ---------- |
| 関東広域圏     | 日本テレビ（NTV）         | 日本テレビ系列                               | 2024年12月24日・25日 23:59 - 翌0:54 | 制作局     |
| 北海道         | 札幌テレビ（STV）         | 日本テレビ系列                               | 2024年12月24日・25日 23:59 - 翌0:54 | 同時ネット |
| 青森県         | 青森放送（RAB）           | 日本テレビ系列                               | 2024年12月24日・25日 23:59 - 翌0:54 | 同時ネット |
| 岩手県         | テレビ岩手（TVI）         | 日本テレビ系列                               | 2024年12月24日・25日 23:59 - 翌0:54 | 同時ネット |
| 宮城県         | ミヤギテレビ（MMT）       | 日本テレビ系列                               | 2024年12月24日・25日 23:59 - 翌0:54 | 同時ネット |
| 秋田県         | 秋田放送（ABS）           | 日本テレビ系列                               | 2024年12月24日・25日 23:59 - 翌0:54 | 同時ネット |
| 山形県         | 山形放送（YBC）           | 日本テレビ系列                               | 2024年12月24日・25日 23:59 - 翌0:54 | 同時ネット |
| 福島県         | 福島中央テレビ（FCT）     | 日本テレビ系列                               | 2024年12月24日・25日 23:59 - 翌0:54 | 同時ネット |
| 山梨県         | 山梨放送（YBS）           | 日本テレビ系列                               | 2024年12月24日・25日 23:59 - 翌0:54 | 同時ネット |
| 新潟県         | テレビ新潟（TeNY）        | 日本テレビ系列                               | 2024年12月24日・25日 23:59 - 翌0:54 | 同時ネット |
| 長野県         | テレビ信州（TSB）         | 日本テレビ系列                               | 2024年12月24日・25日 23:59 - 翌0:54 | 同時ネット |
| 静岡県         | 静岡第一テレビ（SDT）     | 日本テレビ系列                               | 2024年12月24日・25日 23:59 - 翌0:54 | 同時ネット |
| 富山県         | 北日本放送（KNB）         | 日本テレビ系列                               | 2024年12月24日・25日 23:59 - 翌0:54 | 同時ネット |
| 石川県         | テレビ金沢（KTK）         | 日本テレビ系列                               | 2024年12月24日・25日 23:59 - 翌0:54 | 同時ネット |
| 福井県         | 福井放送（FBC）           | 日本テレビ系列                               | 2024年12月24日・25日 23:59 - 翌0:54 | 同時ネット |
| 中京広域圏     | 中京テレビ（CTV）         | 日本テレビ系列                               | 2024年12月24日・25日 23:59 - 翌0:54 | 同時ネット |
| 近畿広域圏     | 読売テレビ（ytv）         | 日本テレビ系列                               | 2024年12月24日・25日 23:59 - 翌0:54 | 同時ネット |
| 鳥取県・島根県 | 日本海テレビ（NKT）       | 日本テレビ系列                               | 2024年12月24日・25日 23:59 - 翌0:54 | 同時ネット |
| 広島県         | 広島テレビ（HTV）         | 日本テレビ系列                               | 2024年12月24日・25日 23:59 - 翌0:54 | 同時ネット |
| 山口県         | 山口放送（KRY）           | 日本テレビ系列                               | 2024年12月24日・25日 23:59 - 翌0:54 | 同時ネット |
| 徳島県         | 四国放送（JRT）           | 日本テレビ系列                               | 2024年12月24日・25日 23:59 - 翌0:54 | 同時ネット |
| 香川県・岡山県 | 西日本放送（RNC）         | 日本テレビ系列                               | 2024年12月24日・25日 23:59 - 翌0:54 | 同時ネット |
| 愛媛県         | 南海放送（RNB）           | 日本テレビ系列                               | 2024年12月24日・25日 23:59 - 翌0:54 | 同時ネット |
| 高知県         | 高知放送（RKC）           | 日本テレビ系列                               | 2024年12月24日・25日 23:59 - 翌0:54 | 同時ネット |
| 福岡県         | 福岡放送（FBS）           | 日本テレビ系列                               | 2024年12月24日・25日 23:59 - 翌0:54 | 同時ネット |
| 長崎県         | 長崎国際テレビ（NIB）     | 日本テレビ系列                               | 2024年12月24日・25日 23:59 - 翌0:54 | 同時ネット |
| 熊本県         | くまもと県民テレビ（KKT） | 日本テレビ系列                               | 2024年12月24日・25日 23:59 - 翌0:54 | 同時ネット |
| 宮崎県         | テレビ宮崎（UMK）         | 日本テレビ系列 フジテレビ系列 テレビ朝日系列 | 2024年12月24日・25日 23:59 - 翌0:54 | 同時ネット |
| 鹿児島県       | 鹿児島読売テレビ（KYT）   | 日本テレビ系列                               | 2024年12月24日・25日 23:59 - 翌0:54 | 同時ネット |

## スタッフ（2023年）
『場違い探し』
- 企画・演出：落合聖仁
- 構成：竹村武司、堀直生、吉岡秀侑
- ナレーター：佐藤梨那（日本テレビ アナウンサー）
- TM：矢込宏敬
- SW：北折雅人
- カメラ：佐藤信
- MIX：中山貴晴
- 照明：青木優花
- 美術：高津光一郎
- 装置：菅原拓真
- 電飾：飯塚奈美
- 装飾：伊藤宏美
- メイク：花田幸子
- 美術協力：日テレアート
- CG：柳麗、髙橋翼、高木陽基
- 編集：内村智也
- MA：平山達也
- 音効：浅井孟義
- 技術協力：日放、共立ライティング
- 協力：イメージマート、アフロ、AP/ロイター
- デスク：鈴木真亜子
- TK：長坂真由美
- ディレクター：小山貴広、西岡伊吹、重富英夫/タン・ウェンティン、野崎真央
- プロデューサー：横澤俊之、藤田志帆
- チーフプロデューサー：遠藤正累
- 制作協力：THE WORKS

『秋山竜次のなにかしらオーディション』
- 企画・演出：田村幸大
- 構成：竹村武司
- ナレーター：大場真人
- TM：保刈寛之
- カメラ：杉山幸司
- AUD：染谷一輝
- 音加工：青山禎矢
- 美術：高野泰人
- 美術協力：日テレアート
- 編集：江川武尊
- MA：直江泰輔
- 音効：竹中幸治
- 技術協力：DEEP、ヌーベルアージュ
- ディレクター：宮本将孝、籾山裕太、吉田雅彦、浅井康史/奥川斐葵
- 演出：板倉裕樹
- プロデューサー：川口信洋、池山愛奈、貝瀬芳和
- チーフプロデューサー：島田総一郎
- 制作協力：日企

『あの頃からわたしたちは』
- 企画・プロデュース：岩崎小夜子
- 構成：北原ゆき/桜井慎一
- ナレーター：鈴木省吾（第2回）
- CG：北古賀公佑
- 編集：NiTRO（第1回は編集・MA）
- MA：山口誠（第2回）
- 技術協力：ESPACIO
- 音効：高取謙
- デスク：岡田真美（第2回）
- TK：南田めぐみ（第2回）
- ディレクター：上野遥、植田萌、吉田尚行/井手美里、鈴木ちひろ、青木萌乃佳（上野以外→第2回）
- プロデューサー：佐藤亜沙美、川崎雛子（川崎→第2回）
- 演出：川平秀二
- チーフプロデューサー：島田総一郎（第2回）
- 制作協力：Boom up

過去のスタッフ
- ナレーター：小野寺一歩（第1回）
- ディレクター：中山早貴（第1回）
- チーフプロデューサー：遠藤正累（第1回）

『あののグレープフルーツあげない!!』
- 企画・演出：島本理緒
- 構成：西村隆志
- TM：吉松耕司
- SW：村松明
- カメラ：岡田勇輝
- MIX：青山禎矢
- VE：飯島友美
- 照明：市川朋樹
- 美術：上田貴博
- デザイン：高井美貴
- 大道具：田村健太郎、本間未来
- 美術協力：日テレアート
- CG：yumidont
- ロゴ：伊良皆貴太、福本莉加
- 編集：木村有宏
- MA：石原航
- 音効：岡田淳一
- 技術協力：ヌーベルバーグ、日放、TANISE、PLTWORK合同会社
- デスク：安永美和
- TK：奈良里美
- ディレクター：高橋立志、大塚亮、田中剛喜、小野島佑
- 演出：倉田敬之、太田実
- プロデューサー：一色彩加、原田里美
- チーフプロデューサー：横田崇
- 制作協力：ROFL

『リベジョ』
- 企画・プロデュース：柏原萌人
- 演出：吉田ゆりや
- 構成：石坂伸太郎、比嘉夢丸
- 構成協力：佐伯ポインティ
- ナレーター：佐倉綾音
- カメラ：石井邦彦、奥村誠久、田中澄雄、藤田朋則
- VE：八尋伸
- 照明：近守里夫、三重野聖一郎
- 音声：近藤良弘、若井幸博
- デザイン：平池優太
- メイク：柏亜津子
- スタイリスト：織部真由香
- 編集：蒲澤悠太、坪野洋季
- MA：安倍結莉香
- 技術協力：ヌーベルアージュ
- 音効：高取謙
- 撮影協力：肉粋やまもと
- SNS企画・制作：AMY inc.
- SNS協力：井上直也、平岡辰太郎（「毎日はにかむ僕たちは。」）
- デスク：安永美和
- ディレクター：小川剛、大澤佑一郎、児玉アトム、門倉勝次
- CD・ドラマ脚本：渡邊淳子
- プロデューサー：百瀬和幸、德江長政、反り目尚美/竹﨑友美
- チーフプロデューサー：横田崇
- 制作協力：キックバル、エスピーボーン

『闇プロモーター粗品』
- 企画・演出：廣瀬隆太郎
- 構成：坂本龍二、大井洋一、西村隆志、清水シュンゴ
- ナレーター：杉本るみ
- カメラ：西阪康史
- MIX：伊計大介
- CG：榛葉大介
- 編集：松沢章（ミラレック）
- MA：大江拓也（ヌーベルアージュ）
- 技術協力：ヌーベルバーグ
- 音効：中村鉄太郎
- デスク：鈴木真亜子
- ディレクター：松崎秀峰、久世恵太、泉晶子/鱒渕文香、増井陽美
- チーフディレクター：森伸太郎
- プロデューサー：横澤俊之、枝松治義
- チーフプロデューサー：遠藤正累
- 制作協力：BaKaBest

『クリエイタードラゴン』
- 企画・演出：藤森和彦
- 構成：西村隆志
- TM：山口裕司
- SW：米田博之
- カメラ：星合陽介
- MIX：山本慎吾
- VE：竹内萌江
- 照明：渡邊知夏
- 美術：山本澄子
- デザイン：北村春美
- 美術協力：日テレアート
- 編集：木村有宏
- MA：安次富偲
- 音効：髙津浩史
- 技術協力：NiTRO、PLTWORK
- CG：森三平
- デスク：鈴木真亜子
- TK：竹島祐子
- ディレクター：田中雄大、永井裕史、山口潤
- プロデューサー：横澤俊之、渡辺紘子、増田沙織
- チーフプロデューサー：遠藤正累
- 制作協力：テレバイダー
- 製作著作：日テレ

## スタッフ（2024年）
『真夜中の社内恋愛』
- 企画・プロデューサー：渡邊菜月
- 脚本：上野詩織
- 構成：杉山芽衣、下江すなお
- カメラ：小長井大輔、竹中哲
- 音声：福山陸
- 照明：山口泰一郎、新明由華
- 美術：葛西剛太
- 美術協力：日テレアート
- デスク：山田雅子
- 編集：加藤正朗
- MA：船木拓也
- 音効：高取謙
- 技術協力：イカロス、イメージランド
- 写真協力：アフロ、イメージマート
- 監修︰市川隆
- ディレクター：深谷莉菜/佐藤晴香、河井和佳、加藤光一郎
- 監督︰須藤亜麻音
- プロデューサー：野中翔太、村岡克紀、福井芽衣
- チーフプロデューサー：新井秀和
- 制作協力：AXON

『100顔』
- 企画・演出：廣瀬隆太郎
- 構成：雨宮裕也、大井洋一
- TM：小椋敏宏
- カメラ：佐原陽平
- MIX：山本慎吾
- VE：宮崎要裕
- 照明：市川朋樹
- 美術：葛西剛太
- デザイン：熊崎真知子、高木彩
- CG：榛葉大介（PDB）
- 美術協力：日テレアート、ALTX
- デスク：齊藤智美
- 編集：泉舘雄介
- MA：大江拓也
- 音効：中村鉄太郎
- 技術協力：NiTRO、ヌーベルバーグ、ヌーベルアージュ
- 協力：アフローズプラス、フォーミュレーション、総合探偵社 株式会社MR
- ディレクター：松崎秀峰、小川真人/柳瀬早希、成清彩、延原春華
- チーフディレクター：森伸太郎
- プロデューサー：藤崎一成、加藤正和
- チーフプロデューサー：島田総一郎
- 制作協力：BaKaBest

『アルコ&ピースが動物について教える番組』
- 企画・演出：島本理緒
- 構成：西村隆志、斉藤ほのか
- TM：大越克人
- SW：三井隆裕
- CAM：岡田勇輝
- VE：山口郁馬
- MIX：山本慎吾
- LD：加藤明穂
- 美術：髙野泰人
- デザイン：高井美貴
- 美術協力：日テレアート
- 編集：藤原悠史
- MA：平山達也
- 音効：岡田淳一
- 技術協力：NiTRO、VlC、TANISE、ヌーベルアージュ
- デスク：難波亜矢
- ディレクター：髙橋立志/田中剛喜、本山健太
- 演出：太田実
- プロデューサー：末延靖章、原田里美
- 制作協力：ROFL

『文字(モジ)メンタリー 〜勝手にオーディオブック〜』
- 企画・演出：大納啓汰
- 構成：鈴木遼、髙柳浩平
- TM：黒木貴博
- カメラ：村田陸彦
- 音声：高瀬淳也
- 照明：加藤明穂
- 美術：髙野泰人
- デザイン：川野悠介
- 美術協力：日テレアート
- 編集：田代陸
- MA：藤井光洋
- CG：平池優太
- 技術協力：ヌーベルアージュ、NiTRO
- 音効：伏見直樹
- 協力：ビスポ
- デスク：富重裕子
- ディレクター：島本敬之、池田翔一/園田翔悟、大田はに
- プロデューサー：清家未来/横山貴子、片山雄飛
- 統轄プロデューサー：河野雄平
- チーフプロデューサー：新井秀和
- 制作協力：クリエイティブ30

『クリエイタードラゴン』
- 演出：冨永琢磨
- 構成：西村隆志
- ナレーター：蟹江俊介
- TM：山口裕司
- SW：荻野高康
- カメラ：中村哲也
- MIX：山本慎吾
- VE：三崎美貴
- 照明：仲野貴信
- 美術：山本澄子
- 美術協力：日テレアート
- デザイン：北村春美、石井智也
- 編集：木村有宏
- MA：森川享祐
- 音効：岡田淳一
- 技術協力：NiTRO、PLTWORK
- CG：森三平
- デスク：宮沢薫
- TK：田中彩
- ディレクター：永井裕史/材木孝太郎、河原木萌
- プロデューサー：横澤俊之、渡辺紘子、徳武真人、増田沙織
- チーフプロデューサー：大橋邦世
- 制作協力：テレバイダー
- 製作著作：日テレ